# Jesús Aceves
Jesús "Chuy" Aceves também conhecido por Homem-Lobo nascido em Loreto, Zacatecas, México é a segunda pessoa da sua família a nascer com uma doença rara chamada hipertricose, seu rosto é coberto por pelos, dando a aparência de um lobisomem, as vezes ele é referido como homem macaco.Ele é casado e tem duas filhas, ambas as quais têm a doença. Sua irmã, Lili, também nasceu com hipertricose. Ela é casada e tem um filho, e trabalha como uma oficial de policia no México. Muitos em sua família acreditam que são descendentes de Julia Pastrana, a "Mulher Macaco".
Em 2005, Aceves se depilou pela primeira vez para o documentário Não é fácil ser um menino lobo para o BBC. Ele raspou na esperança de conseguir um emprego "regular" para que ele pudesse trabalhar perto de sua casa e não deixar sua família por longos períodos de tempo. Infelizmente, o salário de um trabalho regular não foi tão bom quanto o que ele conseguia em um freak show ou circo. Ele está atualmente atuando no Reino Unido com o circo de horrores. Ele é a primeira pessoa com hipertricose a se apresentar no Reino Unido em trinta anos.
Em 2007, ele foi destaque nos livros Ripley Believe It or Not! e Guinness World Records.

## Aparições televisivas
- It's Not Easy Being a Wolf Boy (BBC)
- Human Mutants (BBC)
- Grand Prix of Human Wonders (Japão)
- The Maury Show
- Chuy, The Wolf Man um documentário dirigido por Eva Aridjis (México)

## Circos em que se apresentou
- Sterling & Reid Brothers Circus
- Circo Caballero
- Brothers Grim Sideshow
- Sideshow By The Seashore
- Arthurs Family Circus
- Venice Beach Freakshow
- The Circus of Horrors